# Herát
Herát (pastu: هرات, perzsa: هرات, angolul: Herat) város Afganisztán nyugati részén, az iráni határtól mintegy 120 kilométerre keletre. Az ország harmadik legnagyobb városa (Kabul és Kandahár után), az azonos nevű tartomány székhelye. Afganisztán kulturális központjának számít. Lakossága 436 ezer fő volt 2012-ben.

## Ismertetése
Ókori alapítású város, a selyemút egyik fontos állomása volt, a kereskedelmi út Perzsiát kötötte össze Indiával és Kínával. Az újjáépített citadellája Nagy Sándor idejében épült, ahonnan kilátás nyílik a városra. 1863-ban csatolták Afganisztánhoz.
Textilféléket, selymet, szőnyeget gyártanak itt. A polgármester Zana Wahide.

## 21. század
A várost 2023. október 7-én helyi idő szerint 11 óra körül földrengés rázta meg. A 6,3-as erősségű rengés epicentruma kb. 40 km-re volt Heráttól. Sok épület megsérült, több közülük összedőlt. Másnap a hatóságok képviselője már több mint ezer halottról számolt be.

## Demográfia
Etnikailag a lakosság nagyobb része tadzsik, kisebb része pastu, hazarák (perzsa), üzbég. Az emberek nagy része közvetítőnyelvként perzsául, dari nyelven beszél és vallásilag a szunnita iszlám követője.
| 1979 | 140 323 |
| 2020 | 556 205 |

## Galéria

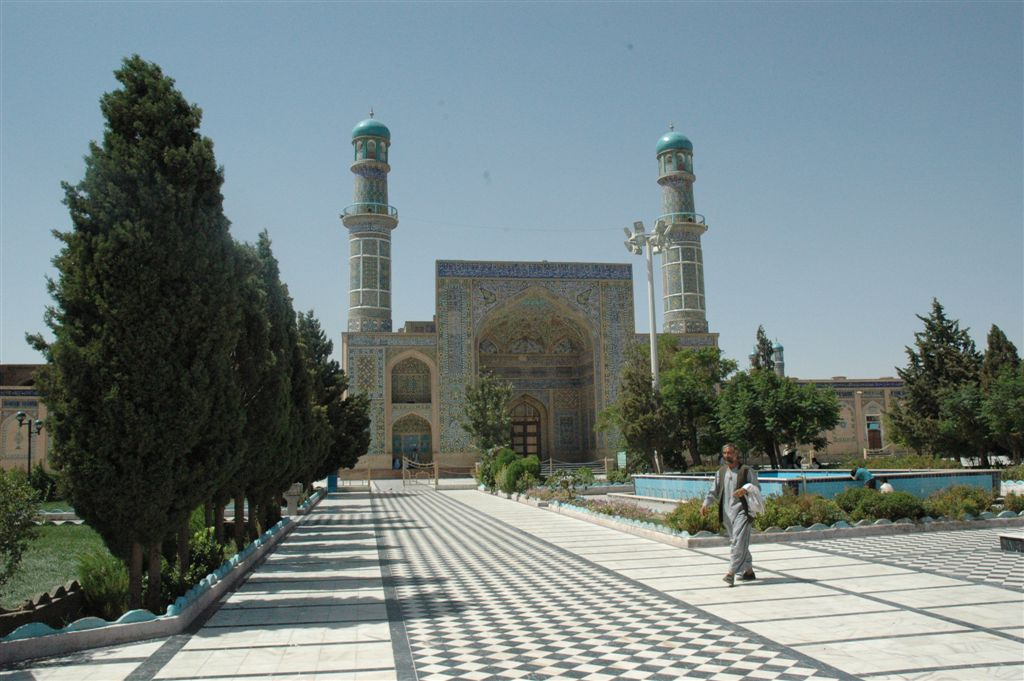
Péntek-mecset
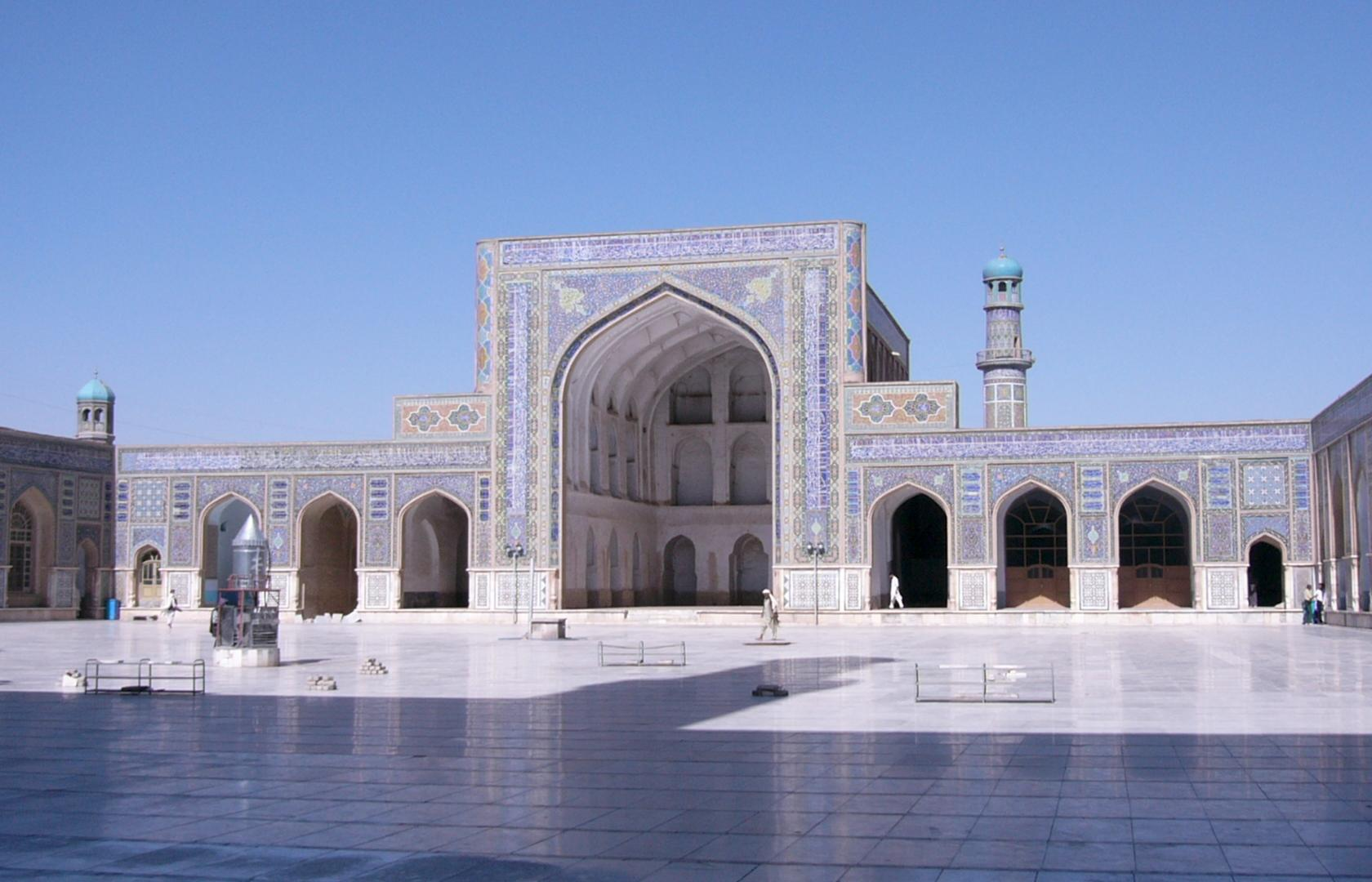
Péntek-mecset
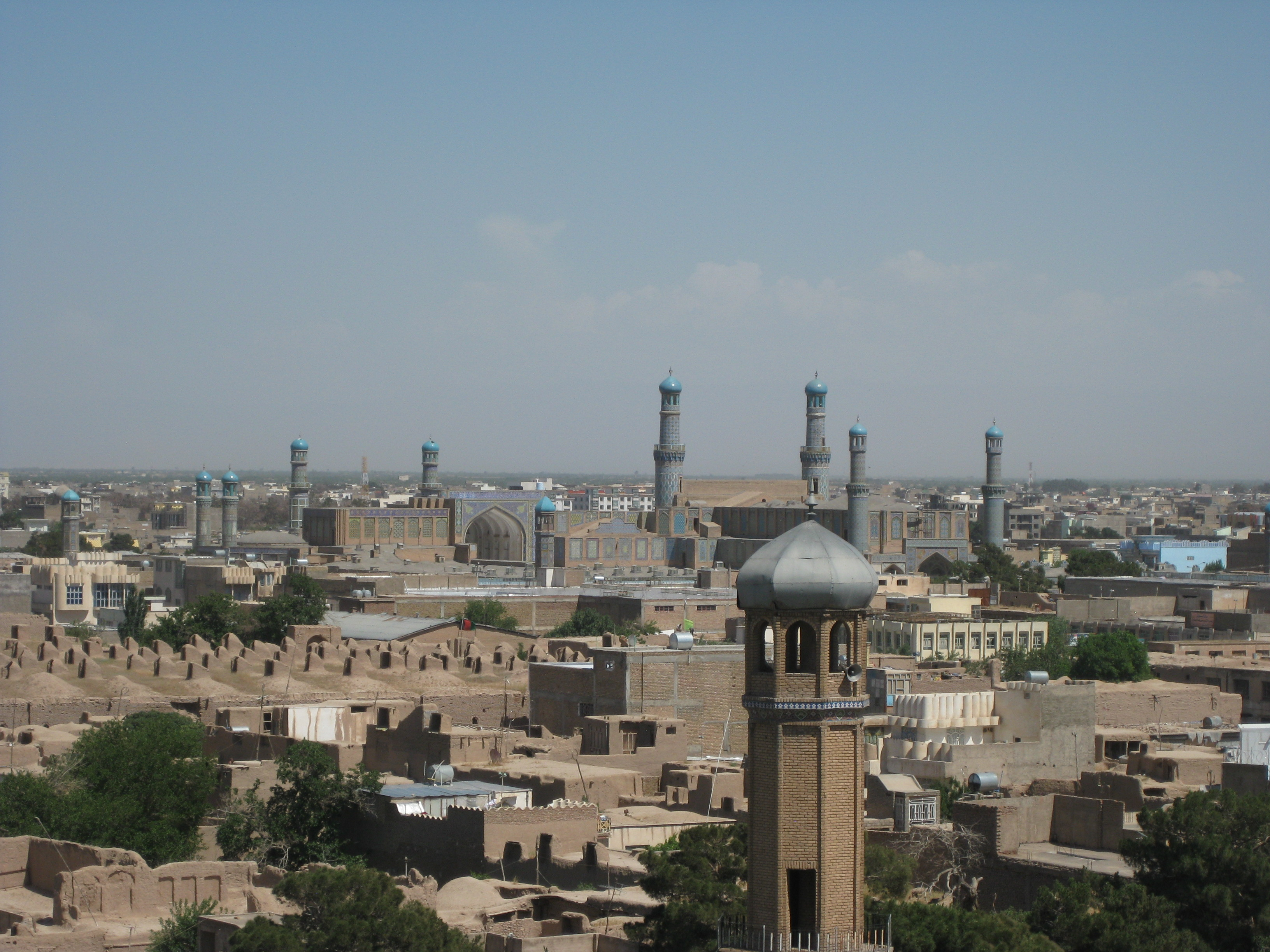
Városkép
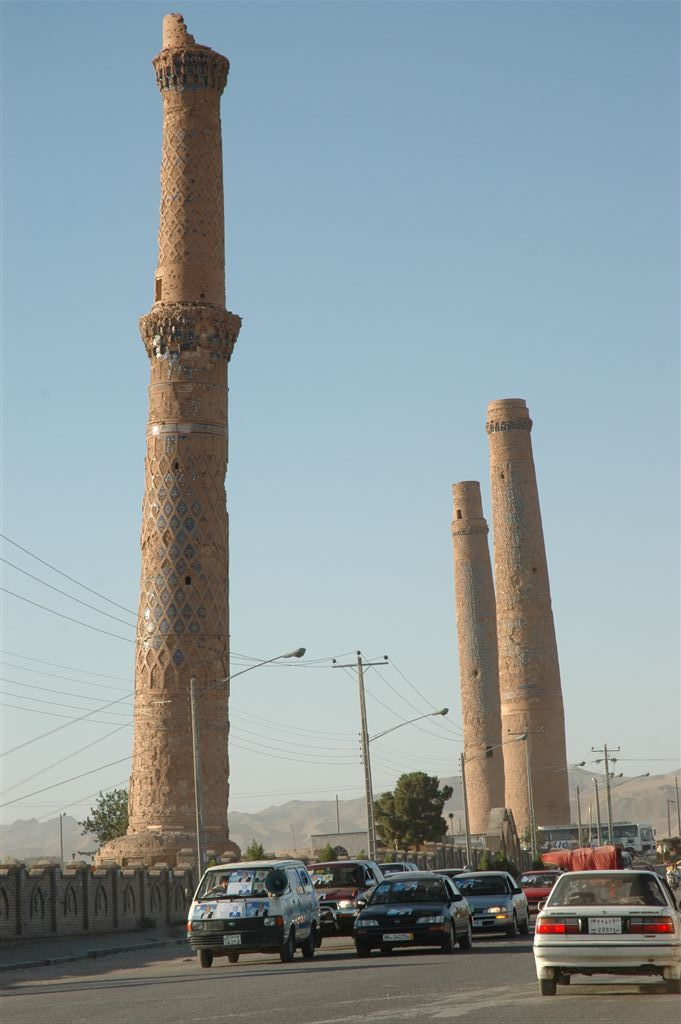
Musalla
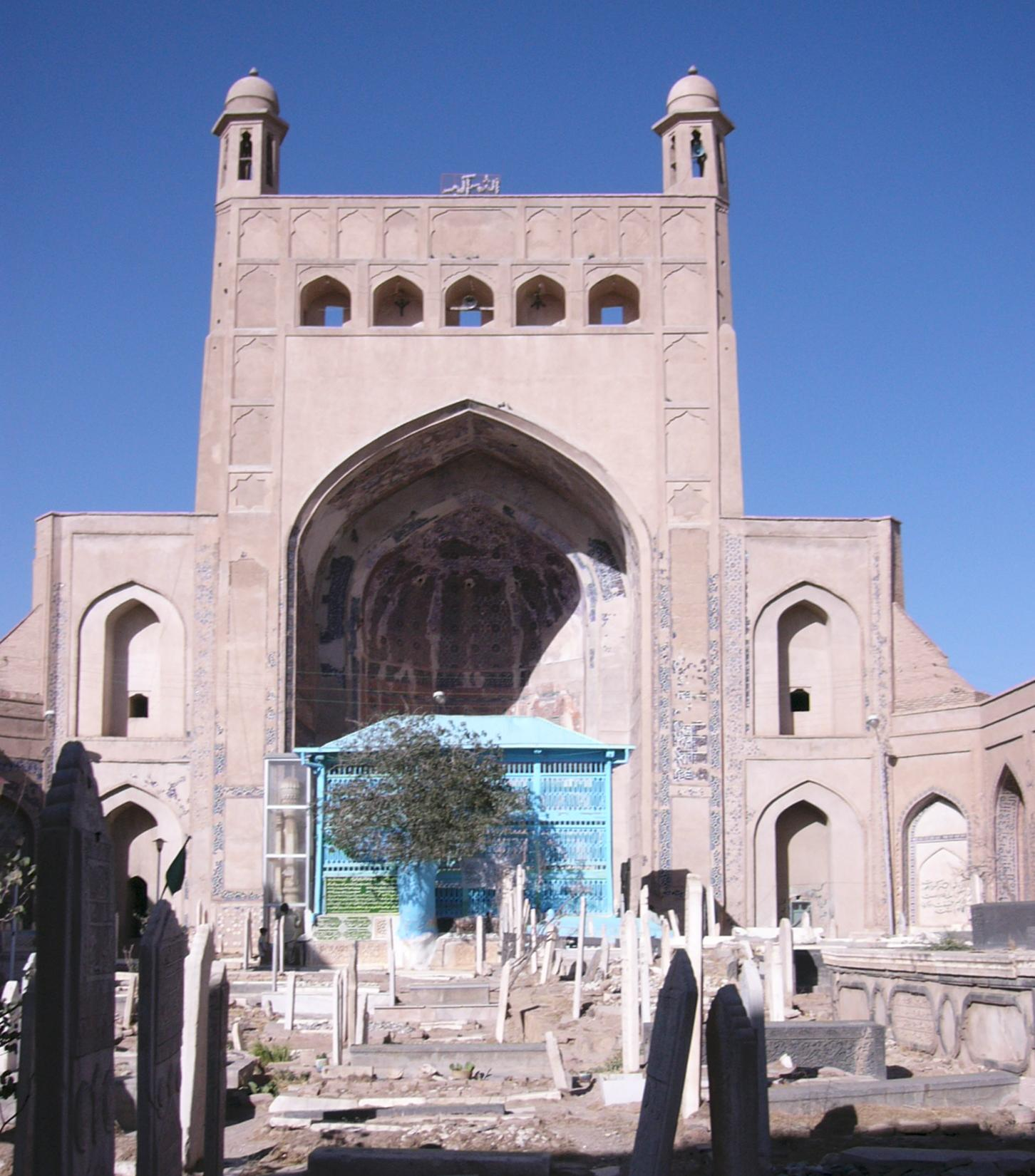
Abdullāh Ansari síremlék
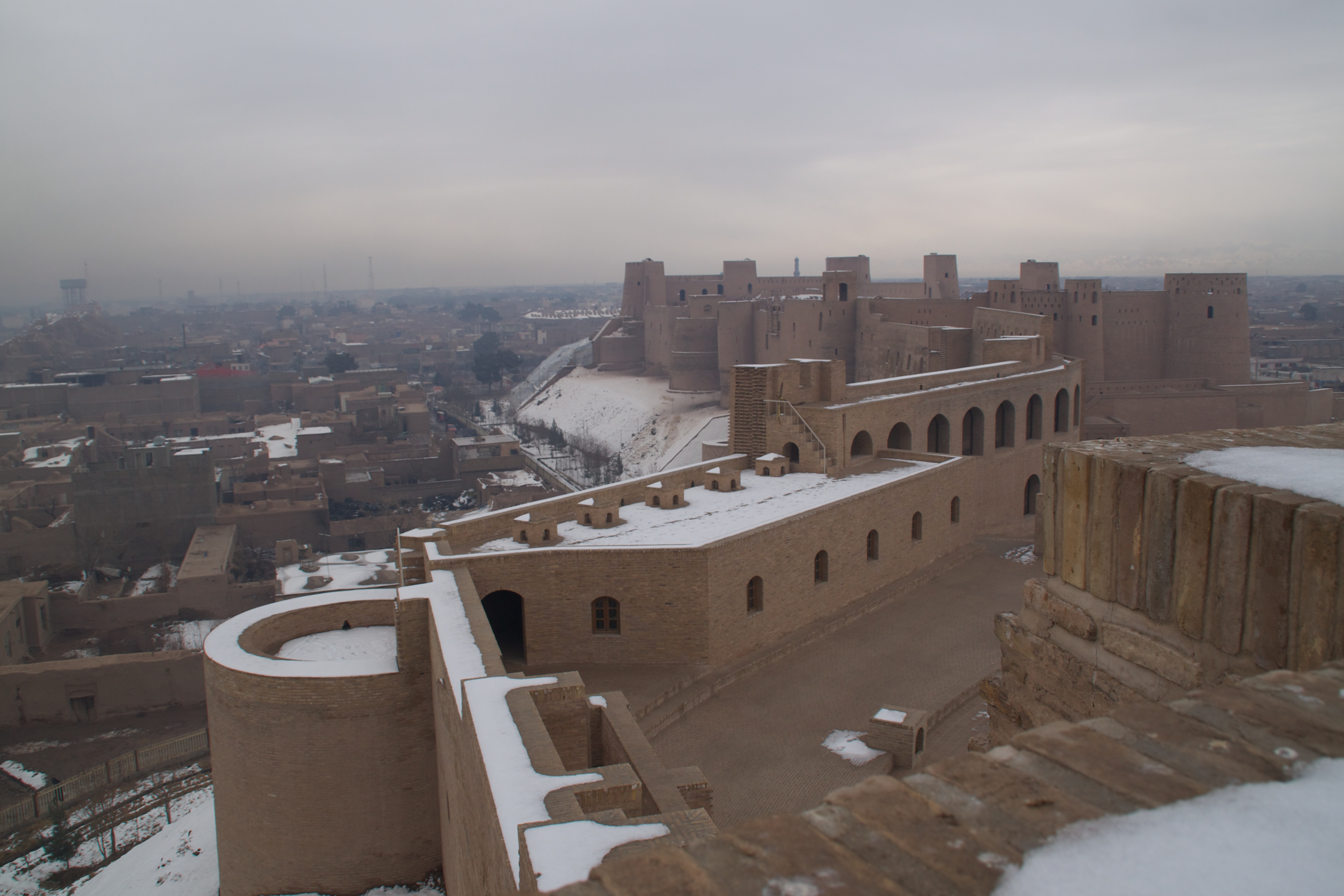
Citadella
Citadella

## Fordítás
Ez a szócikk részben vagy egészben  a   Herat című angol Wikipédia-szócikk fordításán alapul.  Az eredeti cikk szerkesztőit annak laptörténete sorolja fel. Ez a jelzés csupán a megfogalmazás eredetét és a szerzői jogokat jelzi, nem szolgál a cikkben szereplő információk forrásmegjelöléseként.